# Kostel svatého Jošta (Český Krumlov)
Bývalý kostel a špitál svatého Jošta v Českém Krumlově (po roce 1599 dočasně též jako kostel Nejsvětější Trojice), je stavba původně z doby gotické, později renesančně a barokně přestavěná. Nachází se na adrese Latrán 6. Kostel již neslouží duchovním účelům a v budově sídlí muzeum marionet.

## Popis
Budova se nachází v městské části Latrán, na levém břehu řeky Vltavy. Objekt je součástí Městské památkové rezervace Český Krumlov a historického jádra města, které je zapsáno na Seznam světového dědictví UNESCO.
Jeho severní průčelí ční do ulice Latrán, jižní terasa pak směřuje k řece. Ze západu s budovou sousedí měšťanský dům čp. 2, z východu je k němu připojena budova bývalého špitálu sv. Jošta, dnešní čp. 13. V jihovýchodním rohu objektu je zasazena bývalá kostelní věž.
Průčelí obracející se do ulice Latrán je pětiosé a asymetrické. Je na něm patrné rozdělení budovy na tři podlaží. K tomuto přepatrování došlo na sklonku 18. století, krátce po zrušení kostela. V západní části průčelí je stále naznačeno původní dělení klenebních polí hlavní lodi. Nachází se zde vstup do jednoho z obchodů, vedle nějž jsou dvě sdružená okna. Ta se nachází i ve druhém podlaží, v podlaží třetím už je po jednom okně.
Ve východní části severního průčelí je vstup do druhého z obchodů, do muzea a bytů. Nad tímto portálem se nachází nika se sochou Panny Marie s Ježíškem.
Jižní fasáda na rozdíl od té severní téměř postrádá stopy původní podoby kostela. Díky terénu svažujícímu se k řece je zde o podlaží víc. Velkou část fasády tvoří asymetrický přístavek, na nějž navazují terasy, které opět vznikly až po zrušení kostela.
Střecha objektu je polovalbová, díky zasazení věže nepravidelná. Čtyřboká věž o patro převyšuje vrcholnici střechy a je zakončena barokní cibulovitou střechou s lucernou. Její lamelová okna jsou orámována bílými lizénami, těsně pod střechou se nachází terakotové maskarony.

## Dějiny
Na místě dnešní budovy s čp. 6 stála původně kaple či kostelík při špitále sv. Jošta. Špitál s kaplí a snad i hřbitovem musel být postaven pravděpodobně do roku 1317 Petrem I. z Rožmberka. Z toho roku pochází také první zmínka o kostele, zasvěceném sv. Joštu. Petr z Rožmberka jej patrně nechal postavit jako poděkování za narození syna Jošta. S největší pravděpodobností šlo o malé gotické jednolodí s pětibokým závěrem.
Na tento původní kostelík dodnes upomínají dochované gotické prvky – celý západní štít hlavní lodi pozdějšího kostela je gotický a mohl tak být západním štítem původního kostelíku. Ve sklepní úrovni se zachoval i gotický lomený portál.
Roku 1596 dal Petr Vok z Rožmberka tento kostel zbořit a na jeho místě postavit kostel nový, renesanční. Když v roce 1601 zemřela Petrova manželka Kateřina z Ludanic , která byla luteránského vyznání, byly její tělesné ostatky krátce vystaveny v tomto kostele, než byly převezeny do rodinné hrobky Rožmberků v klášteře Vyšší Brod. Podle některých pramenů si zde Petr Vok chtěl dát zbudovat hrobku. Ta by teoreticky ve sklepení opravdu mohla být. Petr Vok byl ale nakonec pohřben ve vyšebrodském klášteře a to, zda původně opravdu uvažoval o posledním odpočinku v kostele sv. Jošta, není potvrzeno ani vyvráceno.
K přestavbě kostela došlo mezi lety 1596 a 1604 a vedl ji architekt Domenico Cometta. Ještě před kompletním dostavením byl kostel nově zasvěcen Nejsvětější Trojici a předán krumlovským luteránům. Protože většina luteránů v Krumlově tehdy byli Němci, stal se z něj německý kostel. Už roku 1599 ale Petr Vok z Rožmberka luteránského kazatele propustil, a to kvůli malému zájmu o bohoslužby ze strany věřících. Roku 1600 pak Rudolf II. Petru Vokovi zakázal užívat kostel jako protestantský, kostel však nadále zůstal německý. Po roce 1599 zde probíhaly bohoslužby Jednoty bratrské, roku 1602 pak připadl jezuitům.
Po vydání Rudolfova majestátu v roce 1609 se protestanti pokusili kostel získat zpět, ale marně. V roce 1615 bylo kostelu vráceno jeho původní zasvěcení – svatého Jošta.

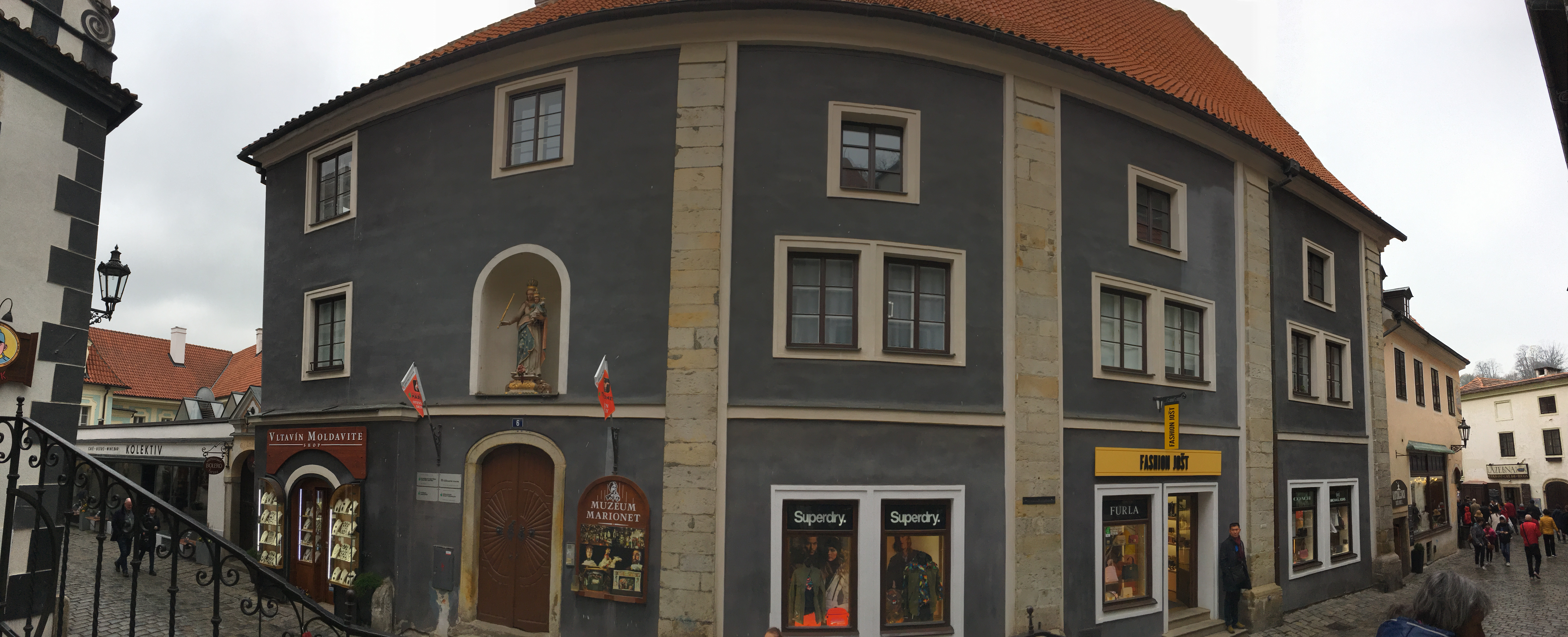
Pohled na severní fasádu objektu, která je obrácena do ulice Latrán

V 18. století se kostel dočkal výrazných stavebních úprav. Hned roku 1709 došlo k rozšíření sakristie. V roce 1765 byla zbourána zchátralá kostelní věž a za finanční podpory Josefa Adama ze Schwarzenbergu postavena věž o patro vyšší. A to v barokním slohu, v podobě, ve které se dochovala do dnešních dní.
Roku 1773 byl zrušen jezuitský řád a kostel připadl prelátskému farnímu úřadu. Počet bohoslužeb zde konaných poklesl.
Nedlouho poté byl kostel zrušen, a to na základě reforem vydaných Josefem II. Zavřen byl 11. června 1788 a o dva roky později byl prodán za 1245 zlatých měšťanu Kašparu Koutnému. Věž zůstala v majetku města, zřejmě proto, aby mohla sloužit jako požární hláska. Podle některých pramenů také z toho důvodu, že „slouží ku ozdobě města“ a je součástí jeho panoramatu, které by se při jejím případném zbourání výrazně narušilo.
Mobiliář zrušeného kostela byl rozprodán do měst a vesnic v širokém okolí. Jeden ze zvonů byl převezen do Slavkova, druhý do Hodňova, dvou nedalekých šumavských vesnic. Velký oltář byl přesunut do Nového světa, malé vesnice u Borové Lady, varhany do Čkyně. Různé další mobilie přijaly kostely v Pacově, Vitěšovicích či Přídolí. Část byla převezena do Prahy a zde rozprodána do soukromých rukou.

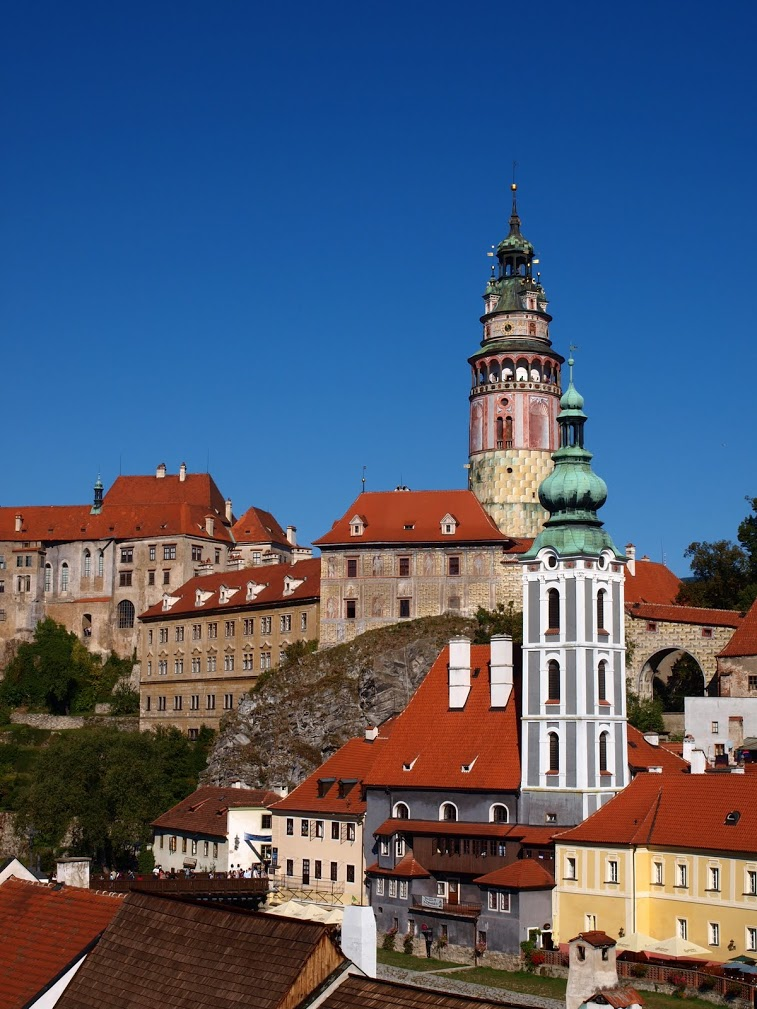
Kostel svatého Jošta s šedobílou věží a zelenou bání. V pozadí je krumlovský hrad a zámek s dominantní zámeckou věží

Kašpar Koutný budovu bývalého kostela dále prodal dvěma měšťanům, obchodníku a kloboučníkovi, kteří ji přestavili na obytnou a zřídili si v ní obchody. Roku 1792 byl z velké části zbořen presbytář a na jeho místě byl vybudován trakt vstupní chodby. Zbylá část presbytáře byla spolu s hlavní i vedlejší lodí rozdělena na tři podlaží s byty. Nově bylo vyhloubeno sklepení a dům dokonce získal várečné právo. Po roce 1802 jeden z majitelů budovu znovu přestavil. V patře byl nově taneční sál, v přízemí kasino a výčep. Na straně k řece byla pro účely restaurace či právě kasina přistavěna terasa.
Roku 1915 byl postaven nový portál pro krámek Josefa Seidela, o pět let později si zde zřídila prodejnu také firma Baťa. Roku 1922 byl po téměř šesti stech letech zrušen přilehlý špitál. V roce 1925 se v budově zřítil jeden z komínů, což si vyžádalo vnitřní rekonstrukci. Další renovace pak proběhly ve 30. a 40. letech. Upraven byl štít směrem k mostu a uliční fasáda – celé severní průčelí bylo přestavěno do dnešní podoby. Do domu byl zaveden vodovod, zchátralý povalový strop byl nahrazen novým. Směrem k řece byl dostaven sklad pro obchod s jízdními koly a motocykly, který zde tehdy sídlil. Roku 1939 bylo upraveno horní patro, kde vznikl velký byt. Po válce pak došlo k obnově střešní krytiny.
Rodina Wrtaczekových, která v budově od počátku 30. let vlastnila a zasadila se o její rekonstrukce, byla po válce spolu s ostatními českokrumlovskými Němci vysídlena a objekt byl předán do národní správy. Od roku 1958 je památkově chráněn. Během komunismu objekt, stejně jako celé historické centrum Českého Krumlova, chátral. Další rekonstrukce a nového využití se dočkal až po roce 1989.
Roku 1991 byl vypracován stavebně-historický průzkum budovy a na samém sklonku 90. let došlo patrně na jeho základě ke kompletní rekonstrukci budovy. Ta od roku 2001 umožnila zpřístupnění půdních prostor s dochovaným renesančním trámovím, jež je dnes součástí expozice "Kouzla krovů a krumlovských věží". V současné době se v objektu kromě expozice nacházejí i čtyři byty.